# Фуртадо, Стив
Стив Фуртадо Перейра (порт. Стив Фуртадо Перейра / фр. Стив Фуртадо Перейра; род. 22 ноября 1994, Крей) — французский и кабо-вердианский футболист, правый защитник болгарского клуба ЦСКА 1948 и национальной сборной Кабо-Верде.

## Клубная карьера
Фуртадо является воспитанником детских академий французских футбольных клубов «Бонди» и «Клерфонтен». В 2010 году перешёл в академию «Ренна», где начал выступать на позиции правого защитника. В сезоне 2012/13 годов дебютировал за вторую команду «Ренна», за два сезона сыграл 24 матча и отметился тремя голами. Летом 2014 года подписал контракт с «Каном», но также выступал исключительно за вторую команду, в футболке которой провел 9 поединков.
В 2016 году подписал контракт с футбольным клубом «Кретей», за первую команду которого провел 23 матча. 25 июня 2017 года перешёл в «Орлеан». Сначала выступал за вторую команду клуба, позже дебютировал 28 июля 2017 года за первую команду «Орлеана» в Лиге 2 в победном (3:1) поединке против «Нанси». Всего за первую команду клуба провел 21 матч в Лиге 2 и 1 поединок в кубке Франции. В сезоне 2018/19 годов сыграл 15 матчей в чемпионате и кубке Франции.
В июне 2019 года перешёл в испанский «Альбасете», выступавший в Сегунде. Однако после завершения предсезонного этапа подготовки с командой тренерский штаб решил отказаться от его услуг, и контракт был разорван.
28 января 2020 года официально был представлен как новый футболист болгарского «Берое». За новую команду дебютировал 16 февраля 2020 года в победном (2:0) домашнем поединке 21-го тура Первой лиги Болгарии против «Этара». Вышел на поле в стартовом составе, а на 71-й минуте был заменён на Милана Желева.

## Карьера в сборной
Родился во Франции в семье выходцев из Кабо-Верде и 1 октября 2020 года получил вызов в сборную этой страны. Дебютировал за национальную сборную 7 октября 2020 года в победном (2:1) товарищеском поединке против Андорры.
Со сборной Кабо-Верде он выступал на Кубке африканских наций 2021.